# Смирнов, Александр Иванович (филолог)
Алекса́ндр Ива́нович Смирно́в (1842—1905) — русский литературовед, доктор филологии, профессор Императорского Варшавского университета по кафедре истории русской литературы, редактор-издатель Русского филологического вестника с 1880 по 1904 годы.

## Биография
Родился в 1842 году в семье священника. Среднее образование получил Переяславском духовном училище (1851—1858)) и Владимирской духовной семинарии (1858—1863).
По окончании семинарии из богословского класса поступил в Киевскую духовную академию, откуда 10 декабря 1865 года перешёл в Императорский Новороссийский университет — на историко-филологический факультет. Обучался у В. И. Григоровича, некоторые курсы которого впоследствии по своим записям издал в «Русском филологическом вестнике».
После окончания славяно-русского отделения университета 1 сентября 1869 года поступил на службу учителем русского языка и словесности в Одесские мужскую гимназию и Мариинскую женскую, но через пять лет оставил преподавание в них, чтобы подготовиться к магистерскому экзамену, который сдал в 1874 году, поле чего стал преподавать русский язык и словесность в Одесском реальном училище; начал усердно собирать материалы для своей магистерской диссертации о Слове о Полку Игореве, которую защитил 22 апреля 1879 года.
Вместо профессора В. А. Яковлева стал преподавать в Варшавском университете; с 20 января 1880 года — экстраординарный, с 14 июля 1883 года — ординарный профессор истории русской литературы. Эту должность он занимал более 25 лет, читая лекции по истории древней и новой русской литературы и поводя практические занятия по истории русского языка.
С самого начала по вступлении в должность профессора стал редактором-издателем учебно-педагогического журнала «Русский филологический вестник», возглавляемого его основателем М. А. Колосовым. С 1880 года «Русский филологический вестник» перешёл к А. И. Смирнову и издавался под его редакцией в течение 25 лет, до 1904 года включительно. За это время вышло 50 томов журнала (с III по LII) объёмом более 1250 печатных листов. Напечатал более 70 собственных научных работ по истории русской литературы и русскому языку в «Журнале Министерства народного просвещения», в «Филологических Записках», «Варшавский Университетских Известиях» и др. изданиях.
Умер в Одессе 5 (18) июля 1905 года. Был похоронен на 1-м Христианском кладбище.
Переписывался с архимандритом Леонидом (Кавелиным)